# Silvialita
La silvialita és un mineral de la classe dels silicats, que pertany al grup de l'escapolita. Va ser anomenada així per Silvia Hillebrand, filla de Gustav Tschemak von Sessenegg, un mineralogista australià.

## Característiques
La silvialita és un silicat de fórmula química (Ca‚Na)₄(Al₆Si₆O₂₄)(SO₄‚CO₃). Cristal·litza en el sistema tetragonal. La seva duresa a l'escala de Mohs és 5,5.
Segons la classificació de Nickel-Strunz, la silvialita pertany a «09.FB - Tectosilicats sense H₂O zeolítica amb anions addicionals» juntament amb els següents minerals: afghanita, bystrita, cancrinita, cancrisilita, davyna, franzinita, giuseppettita, hidroxicancrinita, liottita, microsommita, pitiglianoïta, quadridavyna, sacrofanita, tounkita, vishnevita, marinellita, farneseïta, fantappieïta, cianoxalita, balliranoïta, carbobystrita, depmeierita, kircherita, bicchulita, danalita, genthelvita, haüyna, helvina, kamaishilita, lazurita, noseana, sodalita, tsaregorodtsevita, tugtupita, marialita, meionita i alloriïta.

## Formació i jaciments
Ha estat descrita a Austràlia i a Alemanya. S'ha descrit en xenòlits mantèlics de granulita amb granat en nefelinites olivíniques. Als territoris de parla catalana ha estat descrita al volcà Pomereda, a Olot (Garrotxa).